# Тор і Локі: Кровні брати
«Тор і Локі: Кровні брати» (англ. «Thor & Loki: Blood Brothers») — анімаційний чотирисерійний серіал у вигляді анімованого коміксу виробництва компанії Marvel Knights Animation, випущений у квітні 2011 року. Засновано на мінісерії «Локі» (англ. «Loki») Роберта Роді та Есада Рібіча 2004 року.
DVD, що містить усі чотири епізоди, було випущено 13 вересня 2011 року компанією Shout! Factory.

## Сюжет
Локі став володарем Асґарду. Однак він не має влади над Гелою, богинею смерті. Локі вимагає від усіх в Асґарді вірності. Гела просить у Локі душу Тора для своїх «легіонів у Ніфльгеймі». Богиня Сіф ув'язнена в кінці першої частини.
Карнілла, королева-бог Норнгейму, зустрічається з Локі в другому сегменті. Вона благає звільнити Бальдра з ув'язнення. У третьому сегменті Локі наказує зруйнувати біфрест. У флешбеку Одін перемагає Лофея в битві.
У фіналі Локі відмовляється стратити Тора і відмовляється від Гели.

## Акторський склад
За словами продюсера Рувана Джаятіллеке, актори були взяті з бродвейського театру, але під псевдонімами. З усім тим, в титрах акторський склад вказаний:
- Девід Блер — Локі, бог хитрощів, який став правителем Асґарду
- Барні Таунсенд — молодий Локі
- Деніел Торн — Тор, бог грому
- Кетрін Честертон — Гела, богиня смерті
- Зіґґі МакШейн — Дая, наложниця
- Серена Мерріман — Фарбауті з Йотунгейму
- Фібі Стюарт — Карнілла
- Дебора Джейн МакКінелі — Фріґґа, Лорелея
- Елізабет Діннет — Сіф
- Джо Тейґер — Одін
- Джеймс Гемпшир в ролі Бальдра
- Річ Орлов — наглядач